# Annales Ceccanensi
Gli Annales Ceccanenses, detti anche Chronicon Ceccanense o Chronicon Fossae Novae, sono una cronaca che tratta di storia universale dalla nascita di Gesù fino al 1218. Fu iniziata tra la fine del XII e l'inizio del XIII secolo da un monaco anonimo dell'abbazia di Fossanova, presso Ceccano. Dipende in parte dagli Annales Cavenses e dagli Annales Casinenses e non contiene materiale originale prima dell'anno 1120. Dopo tale data, tuttavia, è una fonte preziosa, soprattutto per la storia del papato.
Gli Annales sono conservati in due manoscritti: a Roma, Biblioteca Vallicelliana, L42 e a Napoli, Biblioteca Nazionale, IV.F.8. Entrambe sono trascrizioni dell'originale di Santa Maria a Fiume realizzate a Fossanova il 7 luglio 1600 da un certo Benedetto Conti di Sora. L'originale è ormai perduto. Secondo entrambe le copie, l'autore della cronaca era il "signore di Ceccano", il conte Giovanni, membro della famiglia dei Conti di Anagni. Il primo curatore della cronaca nel 1644, Ferdinando Ughelli, accettò tale tesi sulla paternità, ma Ludovico Antonio Muratori fece notare che Conti poteva essere stato confuso dall'incorporazione testuale di alcuni documenti del conte Giovanni nella cronaca stessa. Egli preferì perciò considerarlo anonimo.
Nel XIX secolo, l'editore Georg Heinrich Pertz propose che gli Annales fossero opera del notaio del conte Giovanni, il sacerdote Benedetto da Ceccano, attestato in documenti del 24 luglio 1196, 22 agosto 1201, 8 marzo 1209, 4 agosto 1209 e 3 settembre 1209.  Il suo argomento principale era il carattere della cronaca, che incorpora bolle papali e documenti emessi dai conti di Ceccano e ha un forte interesse per il cerimoniale e la processione. Sono queste le caratteristiche che conferiscono agli Annales il loro valore storico. Meno informativi, ma più interessanti sono alcuni esametri diretti contro l'imperatore Enrico VI e i suoi tedeschi inseriti nella cronaca. Questi sono attribuiti a Giovanni, diacono e monaco dell'abbazia di Montecassino.